# Michelle Reis
 (avril 2025).
Michelle Reis, également appelée Michelle Lee ou Lee Ka Yan (chinois : 李嘉欣 ; pinyin : Lǐ Jiāxīn)  est une actrice et mannequin hongkongaise née Michele Monique Reis le 20 juin 1970 à Macao d'un père portugais et d'une mère chinoise. Ayant connu la célébrité après une apparition dans un film avec Stephen Chow, elle est considérée comme une « fille de Sing ».

## Biographie
À l'âge de 18 ans (en 1988) elle remporte le titre de Miss Hong Kong. La même chaîne de télévision, TVB, sera aussi l'organisatrice du premier concours Miss Chinese International qu'elle remporta également. Cette année-là, elle participa donc au concours de Miss World, où elle fut la représentante de l'image de Hong Kong. Par contre elle créa une controverse en refusant de participer au concours de Miss Univers pour raisons personnelles. 
Elle s'est construit une carrière sur le petit écran, allant de publicités au long-métrage, en passant par des clips musicaux et des épisodes de séries télé, avec des stars montantes comme Leon Lai au début des années 1990. Michelle à ses débuts était souvent l'incarnation de l'angélisme et de la pureté, mais elle passa plus tard à des rôles plus difficiles, comme dans Les Anges déchus et Les Fleurs de Shanghai.
Michelle Reis est diplômée de la Maryknoll Convent School de Kowloon Tong, à Hong Kong.

## Filmographie
- 1989 : I Do I Do (Fa yuet gai kei) (série TV)
- 1990 : No Risk, No Gain (Zhi zun ji zhuang yuan cai), de Wong Jing et Taylor Wong
- 1990 : Doctor's Heart (Jiu ming xuan yan), de David Lam
- 1990 : Perfect Girls (Jing zu 100 fen), de Wong Jing
- 1990 : No Risk, No Gain (Zhi zun ji zhuang yuan cai)
- 1990 : Histoire de fantômes chinois 2 (Sinnui yauwan II), de Ching Siu-tung
- 1991 : Swordsman 2 (Xiao ao jiang hu zhi dong fang bu bai), de Ching Siu-tung et Stanley Tong
- 1991 : The Banquet (Haomen yeyan), d'Alfred Cheung et Joe Cheung
- 1992 : The Wicked City (Yao shou du shi), de Peter Mak
- 1992 : Zen of Sword (Xia nu chuan qi), de Mang San-yu
- 1992 : Royal Tramp 2 (Lu ding ji II zhi shen long jiao), de Ching Siu-tung et Wong Jing
- 1992 : Casino Tycoon 2 (Do sing daai hang II ji ji juen mo dik), de Wong Jing
- 1992 : A Kid from Tibet (Xi Zang xiao zi), de Yuen Biao
- 1993 : La Légende de Fong Sai-Yuk (Fong Sai-Yuk), de Corey Yuen
- 1993 : La Légende de Fong Sai-Yuk 2 (Fong Shi Yu II: Wan fu mo di), de Corey Yuen
- 1993 : The Black Morning Glory (Die ying jing qing), de Casey Chan
- 1993 : The Legendary Ranger (Yuen chun hap) (feuilleton TV)
- 1993 : Le Poison et l'épée (Fei hu wai zhuan), de Poon Man-kit
- 1994 : The Other Side of the Sea (Hai jiao wei qing), de Raymond Lee
- 1994 : Drunken Master 3 (Jui kuen III), de Liu Chia-liang
- 1995 : Les Anges déchus (Duo luo tian shi), de Wong Kar-wai
- 1996 : July 13th (Qi yue shi san zhi long po), de Wellson Chin
- 1997 : Armageddon (Tin dei hung sam), de Gordon Chan
- 1997 : Young and Dangerous 4 (97 goo waak jai jin mo bat sing), d'Andrew Lau
- 1998 : Les Fleurs de Shanghai (Hai shang hua), de Hou Hsiao-hsien
- 1999 : The Island Tales (You shi tiaowu), de Stanley Kwan
- 1999 : Prince Charming (Hei ma wang zi), de Wong Jing
- 1999 : Round About Midnight (Mayonaka made), de Makoto Wada
- 2000 : When I Fall in Love... with Both (Yüeliang de mimi), de Samson Chiu
- 2000 : The City of Lost Souls (Hyôryû-gai), de Takashi Miike
- 2001 : Bakery Amour (Oi ching baak min baau), de Steven Lo
- 2001 : Healing Hearts (Hap gwat yan sam), de Gary Tang
- 2001 : Every Dog Has His Date (Yuen mei ching yan), de James Yuen
- 2002 : Beauty and the Breast (Fung hung bei cup), de Raymond Yip
- 2002 : The Irresistible Piggies (Zhu ba da lian meng), de Lo Kim-wah
- 2003 : Miss Du Shi Niang, de Raymond To